# Albánská hymna
Hymna Albánie je píseň Himni i Flamurit (česky Hymna o vlajce). Text byl napsán albánským básníkem Aleksanderem Stavrem Drenovou. Hymna byla poprvé publikována jako báseň v Liri e Shqipërisë (česky Svoboda Albánie), albánských novinách, vycházejících v bulharské Sofii v roce 1912. Později byla přetištěna v Drenovově básnické sbírce Ëndra e lotë (česky Sny a slzy), publikované v rumunské Bukurešti.
Hudba k hymně byla napsána rumunským skladatelem Ciprianem Porumbescu, původně pro píseň Pe-al nostru steag e scris, která pak byla s jistými úpravami zpívána v Rumunsku za komunistické éry.
Původní název hymny, zvolený v roce 1912, byl Betimi mbi flamur (česky Slib vlajce). V albánské ústavě je v současné době jako jméno hymny uvedeno Rreth Flamurit të Përbashkuar (česky doslova Spojeni kolem vlajky) podle prvního verše textu. Někdy je také užíváno obecnější jméno Himni Kombëtar (česky Národní hymna).
Hymna má dvě varianty: delší a kratší. Následuje text delší verze, druhá sloka je refrén a je opakována na konci. Kratší verze má jen první dvě sloky a opakuje poslední dva verše druhé sloky. Kratší verze je obvykle užívána při mezinárodních sportovních utkáních. Původně měla báseň ještě tři další sloky, ty ale nejsou součástí hymny.

## Text hymny
| Himni i Flamurite Rreth flamurit të përbashkuar Me një dëshir' e një qëllim, Të gjith' atje duke u betuar Të lidhim besën për shpëtim. Prej lufte veç ai largohet Që është lindur tradhëtor, Kush është burrë nuk frikësohet, Po vdes, po vdes si një dëshmor! Në dorë armët do t'i mbajmë, Të mbrojmë atdheun në çdo kënd, Të drejtat tona ne s'i ndajmë; Këtu armiqtë s'kanë vënd! Se Zoti vetë e tha me gojë Që kombe shuhen përmbi dhé, Po Shqipëria do të rrojë; Për të, për të luftojmë ne! | Hymna o vlajce Kolem naší vlajky společně stojíme, s jedním přáním a jedním cílem, svatosvatě zde přísaháme, svoji víru v naši spásu. Z boje utíká jen ten, kdo otočí se zády, jen ten, kdo se jako zrádce narodil, ale skutečný muž nezná strachu a radši zemře jako mučedník! Se zbraněmi v našich rukou budeme bránit svoji vlast, svých posvátných práv se nikdy nevzdáme, nepřítel nemá v naší zemi místo! Neboť Bůh sám prohlásil: Národy země budou ubývat, Ale přesto bude žít, bude vzkvétat Albánie. Pro naši zemi náš boj marný není! |